# ود الحوري
ود الحوري قرية تقع في ولاية القضارف بالسودان على الطريق الرئيسي الرابط بين القضارف والخرطوم على ارتفاع 551 متر (1811 قدم) فوق سطح البحر، في منطقة غنية بالمحاصيل الزراعية، وتبعد عن مدينة القضارف حاضرة الولاية بحوالي 20 كليو متر (12.4 ميل) وعن الخرطوم بمسافة 400 كيلومتر ( 248.5 ميل) تقريباً وعن محلية القلابات 200 كيلومتر (124.2 ميل).

## الموقع الجغرافي
يقع وَدْ الحُوري (فتحة على الواو وسكون الدال وفتحة على الحاء) جنوب مدينة القضارف بين خط العرض 13 درجة و55 دقيقة شرقاً وخط الطول 35 درجة و14 دقيقة شمالاً.

## المناخ
تتميز ود الحوري بمناخ السهوب شبه الاستوائي (التصنيف Bsh) ويبلغ متوسط درجات الحرارة في المنطقة 30,40 درجة مئوية (86,97 درجة فهرنهايت) سنوياً وتهطل فيها أمطاراً موسمية بمعدل 1,65 مليمتر (2,43 بوصة) في السنة ولمدة 74 يوماً.
| متوسط حالة الطقس في ود الحوري | متوسط حالة الطقس في ود الحوري | متوسط حالة الطقس في ود الحوري | متوسط حالة الطقس في ود الحوري | متوسط حالة الطقس في ود الحوري | متوسط حالة الطقس في ود الحوري | متوسط حالة الطقس في ود الحوري | متوسط حالة الطقس في ود الحوري | متوسط حالة الطقس في ود الحوري | متوسط حالة الطقس في ود الحوري | متوسط حالة الطقس في ود الحوري | متوسط حالة الطقس في ود الحوري | متوسط حالة الطقس في ود الحوري | متوسط حالة الطقس في ود الحوري | متوسط حالة الطقس في ود الحوري |
| درجة الحرارة                  | درجة الحرارة                  | درجة الحرارة                  | درجة الحرارة                  | درجة الحرارة                  | درجة الحرارة                  | درجة الحرارة                  | درجة الحرارة                  | درجة الحرارة                  | درجة الحرارة                  | درجة الحرارة                  | درجة الحرارة                  | درجة الحرارة                  | درجة الحرارة                  | درجة الحرارة                  |
| الشهر                         | يناير                         | فبراير                        | مارس                          | ابريل                         | مايو                          | يونيو                         | يوليو                         | اغسطس                         | سبتمبر                        | أكتوبر                        | نوفمبر                        | ديسمبر                        |                               | المتوسط                       |
| ----------------------------- | ----------------------------- | ----------------------------- | ----------------------------- | ----------------------------- | ----------------------------- | ----------------------------- | ----------------------------- | ----------------------------- | ----------------------------- | ----------------------------- | ----------------------------- | ----------------------------- | ----------------------------- | ----------------------------- |
| الدرجة القصوى (بـ م°)         | 33                            | 35                            | 38                            | 39                            | 38                            | 36                            | 32                            | 30                            | 33                            | 35                            | 33                            | 35                            |                               | 35                            |
| الصغرى;(بـ م°)                | 20                            | 22                            | 24                            | 26                            | 28                            | 26                            | 39                            | 23                            | 23                            | 24                            | 23                            | 21                            |                               | 24,14                         |
| هطول الأمطار                  |                               |                               |                               |                               |                               |                               |                               |                               |                               |                               |                               |                               |                               |                               |
| الشهر                         | يناير                         | فبراير                        | مارس                          | ابريل                         | مايو                          | يونيو                         | يوليو                         | اغسطس                         | سبتمبر                        | أكتوبر                        | نوفمبر                        | ديسمبر                        |                               | السنوي                        |
| هطول الأمطار                  |                               |                               |                               |                               |                               |                               |                               |                               |                               |                               |                               |                               |                               |                               |
| الشهر                         | يناير                         | فبراير                        | مارس                          | ابريل                         | مايو                          | يونيو                         | يوليو                         | اغسطس                         | سبتمبر                        | أكتوبر                        | نوفمبر                        | ديسمبر                        |                               | السنوي                        |
| متوسط هطول الأمطار (بـ مم)    | 0                             | 0                             | 0,14                          | 0,21                          | 2,36                          | 3,34                          | 7,33                          | 10,68                         | 3,48                          | 1,37                          | 0,17                          | 0,05                          |                               | 2,43                          |
| المصدر:                       |                               |                               |                               |                               |                               |                               |                               |                               |                               |                               |                               |                               |                               |                               |

## اقرب القرى والمدن
| القرية/المدينة | المسافة بالكيلومتر | المسافة بالميل |
| -------------- | ------------------ | -------------- |
| كساب           | 20.50              | 12.74          |
| السوكي         | 84.29              | 52.37          |
| العزازة        | 27.44              | 17.05          |
| القضارف        | 20                 | 12.4           |
| قبوب           | 44.40              | 27.59          |
| ود الضعيف      | 45                 | 29             |

## النشاط الاقتصادي
تقع ود الحوري في واحدة من اكثر مناطق السودان خصوبة في محيط مشاريع الزراعة الآلية بالقضارف خاصة مشاريع منطقة سَمسَم حيث تزرع فيها محاصيل الدرة الرفيعة والسمسم والدخن والقطن والخضروات وتوجد فيها محالج للقطن.

## الإدارة
تتبع ود الحوري محلية القلابات الغربية بالقضارف

## النقل
تربط القرية بما جاورها من قرى بشبكة من الطرق الموسمية صعبة الاستخدام في موسم الأمطار، وبمدينة القضارف والقلابات بطرق ممهدة ويمر عبرها خط السكة الحديدية (معطل حالياً) القادم من مدينة كسلا عبر القضارف ومدينة ود مدني ومنها إلى الخرطوم. لا يوجد مطار في ود الحوري أقرب المطارات إليها

هي
| اسم المطار | المدينة          | المسافة بالعقدة ميل في الساعة | الرمز في أياتا | الرمز في ايكاو |
| ---------- | ---------------- | ----------------------------- | -------------- | -------------- |
| العزازة    | القضارف          | 13 شمالاً                      | HSGE           | GSU            |
| خشم القربة | خشم القربة       | 61 شمالاً                      | HSKG           | GBU            |
| الحمرا     | الحمرا (اثيوبيا) | 81 شرقاً                       | HAHU           | HUE            |